# NASA Colab
NASA CoLab är en plattform på Internet som tillhandahålls av den amerikanska rymdforskningsinstitutionen NASA. På NASA CoLab kan forskare från hela världen bidra till NASA:s öppna projekt. 

## Externa sidor
- http://spacecolab.wordpress.com/